# Semenkara
Semenkara (fl. XVIII-XVII secolo a.C.) è stato l'ottavo sovrano, secondo il Canone Reale, della XIII dinastia egizia.

## Biografia
Anche di questo sovrano esistono scarsi riferimenti. Oltre alla citazione nel Canone Reale la sua storicità è attestata da una piccola stele ritrovata nelle miniere di Gebel el-Zeit che riporta anche il suo nomen. Comunque la presenza di tale stele nella regione mineraria orientale conferma che in questa fase i sovrani della XIII dinastia possedevano un potere ancora sufficientemente ampio da permettergli di organizzare spedizioni attraverso il deserto per l'approvvigionamento di materiali destinati all'edilizia, principalmente sacra, ed alla produzione di oggetti di lusso (compresi i corredi funerari).

## Liste reali
| N5 | s | mn · n | kA |

| N5 | s | mn · n | kA |

| N5 | s | mn · n | kA |

| N5 | s | mn · n | kA |

| N5 | s | mn · n | kA |

| N5 | s | mn · n | kA |

| N5 | s | mn · n | kA |

| N5 | s | mn · n | kA |

## Titolatura
| G5 |

| G5 |

|       |
| \| \| |
|       |
|       |

|  |

|       |
| \| \| |
|       |
|       |

|  |

| G16 |

| G16 |

|  |

| G8 |

| G8 |

|  |

| M23 · X1 | L2 · X1 |

| M23 · X1 | L2 · X1 |

| N5 | S29 | Y5 · N35 | kA | Z1 |

| N5 | S29 | Y5 · N35 | kA | Z1 |

| N5 | S29 | Y5 · N35 | kA | Z1 |

| N5 | S29 | Y5 · N35 | kA | Z1 |

| N5 | S29 | Y5 · N35 | kA | Z1 |

| N5 | S29 | Y5 · N35 | kA | Z1 |

| N5 | S29 | Y5 · N35 | kA | Z1 |

| N5 | S29 | Y5 · N35 | kA | Z1 |

| G39 | N5 |

| G39 | N5 |

| nb | n · Z2 | Z2 · W24 | G43 |

| nb | n · Z2 | Z2 · W24 | G43 |

| nb | n · Z2 | Z2 · W24 | G43 |

| nb | n · Z2 | Z2 · W24 | G43 |

| nb | n · Z2 | Z2 · W24 | G43 |

| nb | n · Z2 | Z2 · W24 | G43 |

| nb | n · Z2 | Z2 · W24 | G43 |

| nb | n · Z2 | Z2 · W24 | G43 |

## Altre datazioni
| Autore | Anni di regno         |
| ------ | --------------------- |
| Ryholt | 1785 a.C. - 1783 a.C. |
| Franke | 1739 a.C.             |